# Classe Konsul

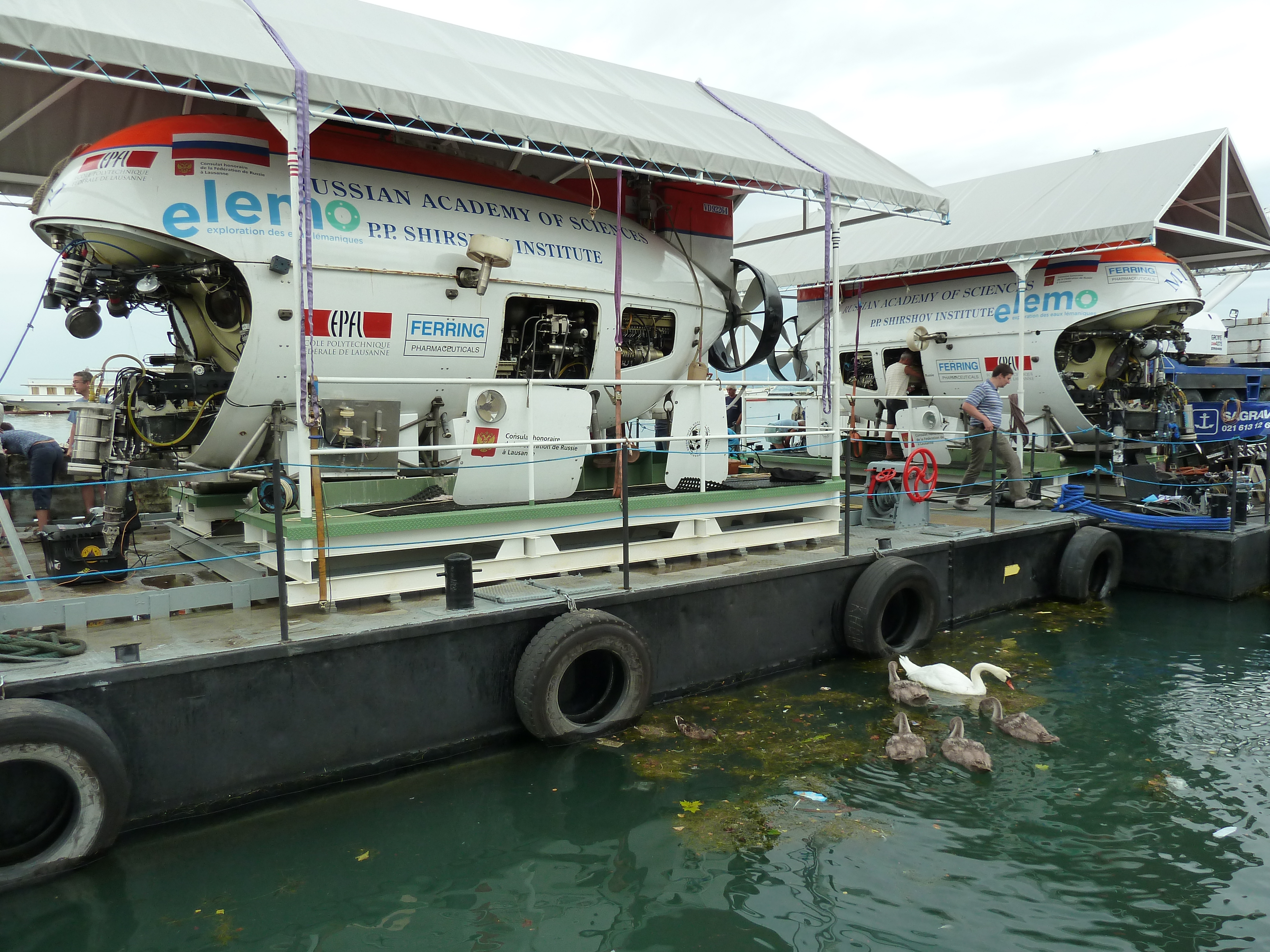
Version civile de la classe Konsul, le Mir (sous-marin) sur le lac léman

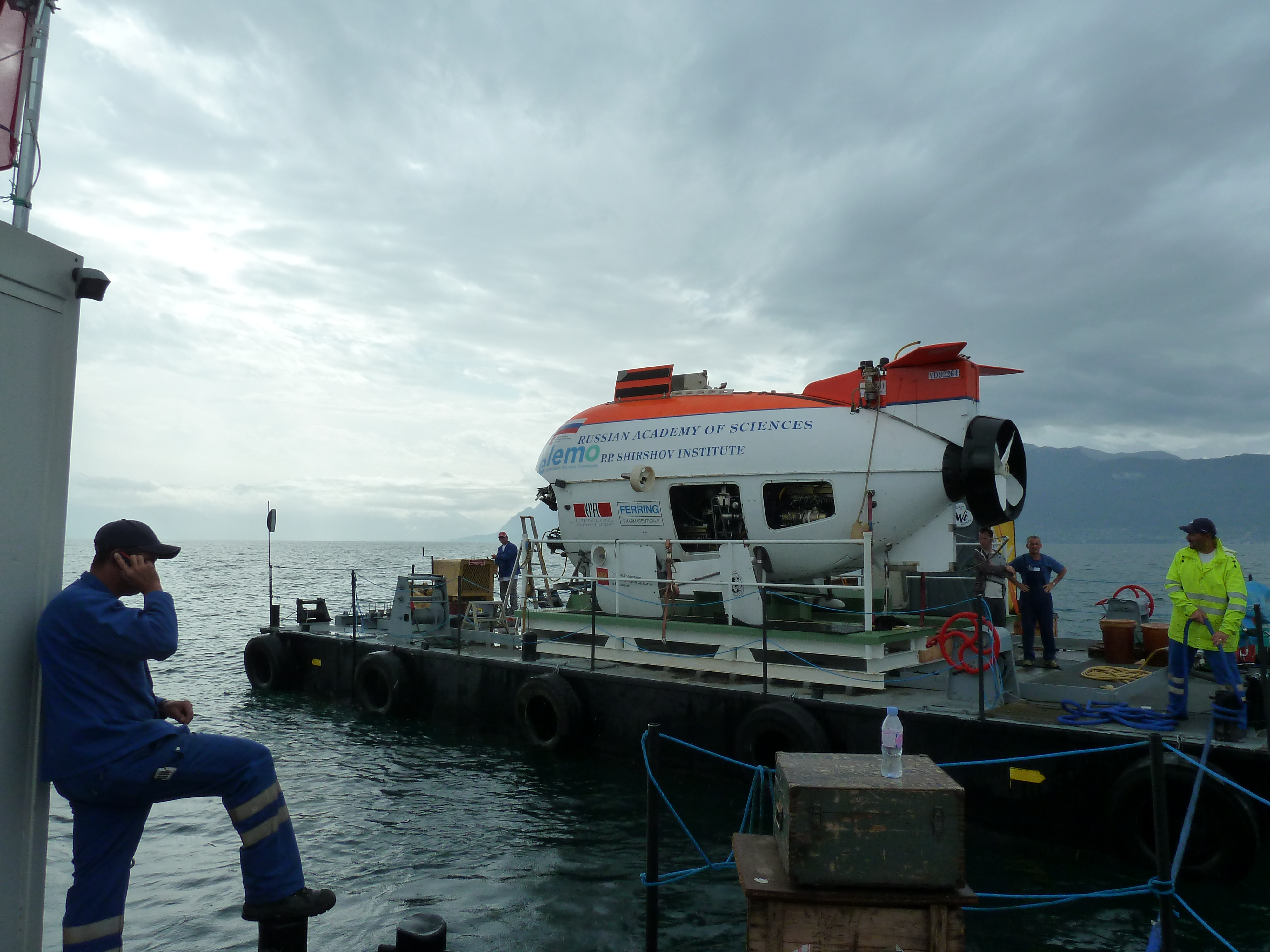
Idem supra

La Classe Konsul est le nom d'une classe de robots sous-marins/véhicules sous-marins téléguidés de la Marine russe. Sa version civile est le Mir (sous-marin).

## Description
Conçus à la fin des années 1980, ils sont dérivés d'une version militaire des sous-marins strictement civils Mir mieux connus, et sont exploités par la Direction de la recherche sous-marine principale de la Marine russe. Le premier bâtiment de la classe, AS-37 Rus, est construit selon le projet d'origine 18610, tandis que le second, AS-39 Consul, est du modèle 16811 mis à jour, bien que Rus a ensuite été mis à niveau vers le pr. 16811.

## En service
Deux en service :
- AS-37 Rus
- AS-39 Consul